# عيش أباد (أصفهان)
عيش‌ أباد هي قرية في مقاطعة أصفهان، إيران. عدد سكان هذه القرية هو 71 في سنة 2006.